# Midwolda
Midwolda est un village situé dans la commune néerlandaise d'Oldambt, dans la province de Groningue. Le 1er janvier 2006, le village comptait 2 050 habitants.
Midwolda était une commune indépendante jusqu'au 1er janvier 1990. À cette date, la commune est supprimée et rattachée à Scheemda, tout comme la commune de Nieuwolda. Depuis le 1er janvier 2010, la localité fait partie de la commune d'Oldambt.